# Skrivavtryck
Skrivavtryck är en texts längd, innehåll, idiomatiska uttryck och design som kan användas för att jämföra om två texter skrivits av samma person. Precis som att fingeravtryck är spårbara är också skrivavtryck spårbart och kan användas för att spåra anonyma personer.  kan man jämföra om två texter skrivits av samma person.
Bildligt talat kan man säga att ett skrivavtryck är ett digitalt fingeravtryck. I takt med att fler anonymiseringsverktyg hittar ut på Internet kan skrivavtryck spela en större roll i framtiden.